# Leptochilus rubellulus
Leptochilus rubellulus är en stekelart som först beskrevs av Kohl 1907.  Leptochilus rubellulus ingår i släktet Leptochilus och familjen Eumenidae. Inga underarter finns listade i Catalogue of Life.